# Умберто Бренес
Умберто Бренес (на испански: Humberto Brenes) е професионален покер играч от Коста Рика, роден в Сан Хосе, Коста Рика на 8 май 1951 г.
Той е брат на професионалиста Алекс Бренес и на Ерик Бренес, като тримата братя са наричани Кръстниците на костариканския покер.
В покер средите е познат под прозвището Акулата, което носи заради агресивната, рискова и понякога дори доста остра и „глупава“ игра.
Член е на Team PokerStars, където играе под екранното име HumbertoB.